# CHST11
CHST11 (англ. Carbohydrate sulfotransferase 11) – білок, який кодується однойменним геном, розташованим у людей на короткому плечі 12-ї хромосоми. Довжина поліпептидного ланцюга білка становить 352 амінокислот, а молекулярна маса — 41 555.
| 10         |  | 20         |  | 30         |  | 40         |  | 50         |
| ---------- |  | ---------- |  | ---------- |  | ---------- |  | ---------- |
| MKPALLEVMR |  | MNRICRMVLA |  | TCLGSFILVI |  | FYFQSMLHPV |  | MRRNPFGVDI |
| CCRKGSRSPL |  | QELYNPIQLE |  | LSNTAVLHQM |  | RRDQVTDTCR |  | ANSATSRKRR |
| VLTPNDLKHL |  | VVDEDHELIY |  | CYVPKVACTN |  | WKRLMMVLTG |  | RGKYSDPMEI |
| PANEAHVSAN |  | LKTLNQYSIP |  | EINHRLKSYM |  | KFLFVREPFE |  | RLVSAYRNKF |
| TQKYNISFHK |  | RYGTKIIKRQ |  | RKNATQEALR |  | KGDDVKFEEF |  | VAYLIDPHTQ |
| REEPFNEHWQ |  | TVYSLCHPCH |  | IHYDLVGKYE |  | TLEEDSNYVL |  | QLAGVGSYLK |
| FPTYAKSTRT |  | TDEMTTEFFQ |  | NISSEHQTQL |  | YEVYKLDFLM |  | FNYSVPSYLK |
| LE         |  |            |  |            |  |            |  |            |

A: Аланін

C: Цистеїн

D: Аспарагінова кислота

E: Глутамінова кислота

F: Фенілаланін

G: Гліцин

H: Гістидин

I: Ізолейцин

K: Лізин

L: Лейцин

M: Метіонін

N: Аспарагін

P: Пролін

Q: Глутамін

R: Аргінін

S: Серин

T: Треонін

V: Валін

W: Триптофан

Кодований геном білок за функцією належить до трансфераз. 
Задіяний у таких біологічних процесах, як вуглеводний обмін, альтернативний сплайсинг. 
Локалізований у мембрані, апараті гольджі.